# Les Fatals Picards
Les Fatals Picards é uma banda francesa de punk rock, formada em 1996.
A banda (em português: "os [homens] fatais da Picardia") é amplamente conhecida pelo público em geral por representarem a França no Festival Eurovisão da Canção 2007 com a canção "L'Amour à la française" ("Amor francês"), após vencer a seleção nacional.

## A banda
As letras dos Fatals Picards são muitas vezes de cunho satírico e humorístico, embora algumas canções, mais particularmente nos últimos anos, abordam o regime esquerdista.
Algumas de suas canções envolvem numerosas sátiras:
L'enterrement de Derrick ("o enterro de Derrick"), sobre o personagem homônimo da série de TV policial alemã Derrick.
Le jour de la mort de Johnny ("o dia da morte de Johnny"), sobre o cantor de rock francês Johnny Hallyday. The Fatals Picards e Johnny Hallyday trabalhavam na mesma gravadora, Warner Bros. Records, que decidiu não incluir a música no álbum.
Les Bourgeois — Satiriza bandas de visão esquerdista como Têtes Raides; o título lembra uma canção famosa de Jacques Brel.
Cure Toujours, sobre a juventude gótica imitando a aparência e apreciando a música do The Cure. A guitarra e os vocais lembram a Indochina.
Sauvons Vivendi, paródia de canções de artistas, como Band Aid, que tenta aumentar a conscientização sobre as causas humanitárias, mas neste caso, pedindo ajuda para o grupo industrial e financeiro Vivendi e para os corretores de ações.
Commandante, paródia de canções de, por ex. Noir Désir, misturando mensagens políticas de esquerda um tanto confusas, mas fortemente expressas, e letras em espanhol um tanto sem sentido, destinadas a dar um toque sul-americano.
Monter le Pantalon, paródia de Tomber la chemise de Zebda.
Bernard Lavilliers, satirizando a imagem do cantor francês Bernard Lavilliers como um ex-aventureiro atuante na América do Sul, que "já viu de tudo".

## Membros
- Laurent Honel: guitarra/vocal/baaixo (2000-)

- Jean-Marc Sauvagnargues: Bateria (2002-)

- Paul Léger: Vocalista principal (2004-)

- Yves Giraud: Baixo (2005-)

### Ex-membro
- Ivan Callot: Vocalista principal (1998 - dezembro de 2007)

## Discografia

### Álbuns
| Ano  | Álbum                       | Posição |
| Ano  | Álbum                       | FRA     |
| ---- | --------------------------- | ------- |
| 2000 | Amiens c'est aussi le tien  |         |
| 2001 | Navet Maria                 |         |
| 2003 | Droit de véto               |         |
| 2005 | Picardia Independenza       |         |
| 2007 | Pamplemousse Mécanique      | 24      |
| 2009 | Le sens de la gravité       | 17      |
| 2011 | Coming out                  | 32      |
| 2013 | Septième ciel               | 28      |
| 2016 | Fatals Picards Country Club | 11      |
| 2019 | Espèces Menacées            |         |
| 2022 | Le Syndrome de Göteborg     |         |

### Álbuns ao vivo
| Ano  | Álbum           | Posição |
| Ano  | Álbum           | FRA     |
| ---- | --------------- | ------- |
| 2008 | Public          | 60      |
| 2011 | Fatals s/ scène | 52      |
| 2015 | 14.11.14        |         |